# Pędzewo (gromada 1972)
Pędzewo – dawna gromada, czyli najmniejsza jednostka podziału terytorialnego Polskiej Rzeczypospolitej Ludowej w latach 1954–1972.
Gromady, z gromadzkimi radami narodowymi (GRN) jako organami władzy najniższego stopnia na wsi, funkcjonowały od reformy reorganizującej administrację wiejską przeprowadzonej jesienią 1954 do momentu ich zniesienia z dniem 1 stycznia 1973, tym samym wypierając organizację gminną w latach 1954–1972.
Gromadę Pędzewo z siedzibą GRN w Pędzewie utworzono 1 stycznia 1972 w powiecie toruńskim w woj. bydgoskim z obszarów zniesionych gromad Toporzysko i Górsk w tymże powiecie.
Gromada przetrwała do końca 1972 roku (dokładnie jeden rok), czyli do kolejnej reformy gminnej.
Uwaga: Gromada Pędzewo (o innym składzie) istniała także w latach 1954–1959.